# Choridactylus lineatus
Choridactylus lineatus is een straalvinnige vissensoort uit de familie van steenvissen (Synanceiidae). De wetenschappelijke naam van de soort is voor het eerst geldig gepubliceerd in 1995 door Poss & Mee.